# میدلندز (انگلستان)
میدلندز (به انگلیسی: Midlands) به منطقه مرکزی کشور انگلستان گفته می‌شود که کانون تمدن و فرهنگ در بریتانیا بوده و تقریباً همان امپراتوری مرسیا در قرون وسطای آغازین است. میدلندز در میان انگلستان شمالی و انگلستان جنوبی قرار دارد و اهمیت فروانی در دوران انقلاب صنعتی داشت. میدلندز گه خود به دو ناحیهٔ میدلندز غربی و میدلندز شرقی تقسیم می‌شود، در مجموع ۲۸٬۶۲۷ کیلومتر مربع مساحت و ۱۰٬۱۳۵٬۰۰۰ نفر جمعیت دارد. شهر بیرمنگام در میدلندز غربی دومین کلان‌شهر بزرگ در انگلستان محسوب می‌شود.